# Les Automobiles Manic

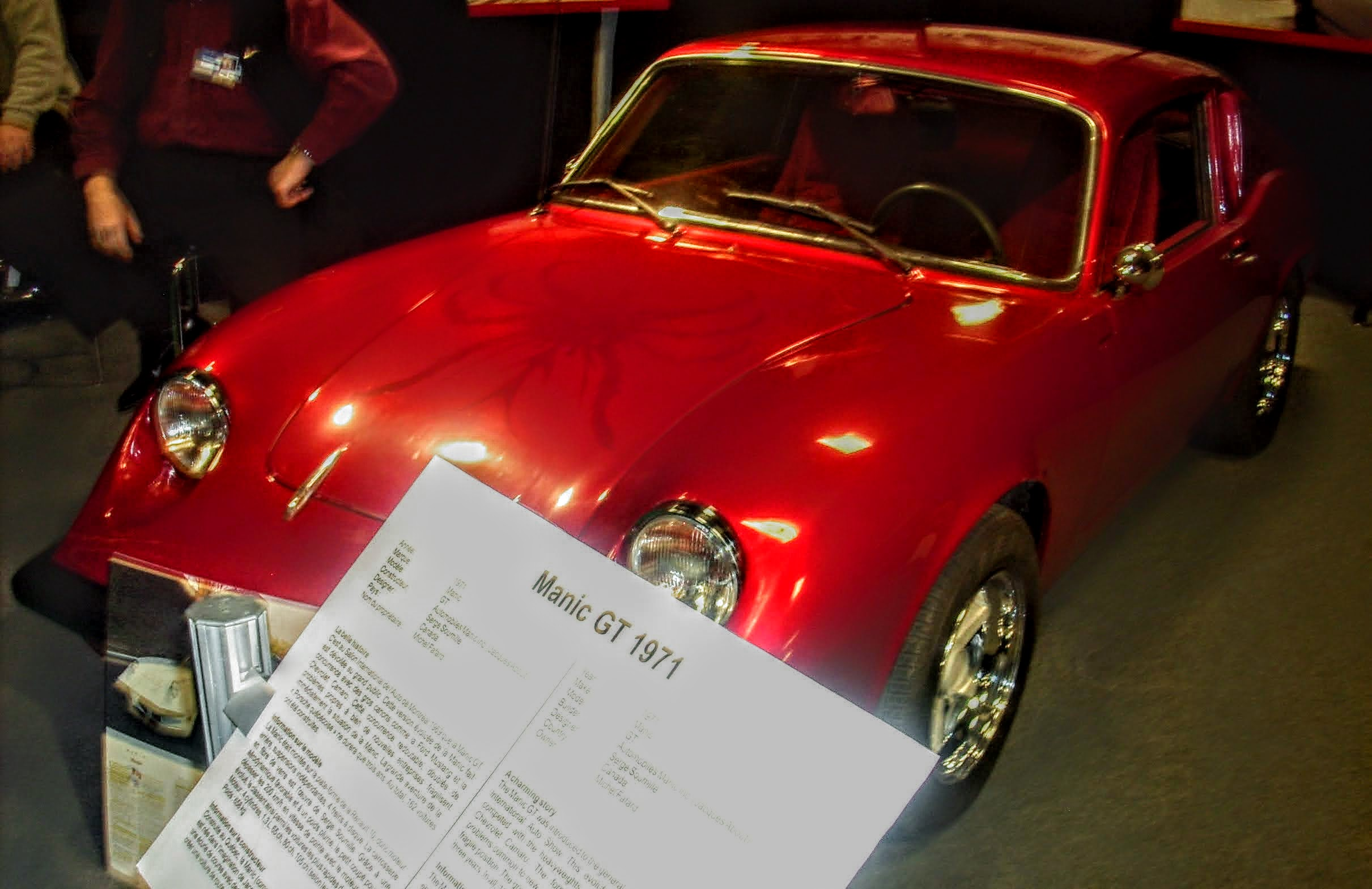
Manic GT

Les Automobiles Manic war ein kanadischer Hersteller von Automobilen.

## Unternehmensgeschichte
Das Unternehmen aus Terrebonne begann 1969 mit der Produktion von Automobilen. Der Markenname lautete Manic. 1971 zog es nach Granby. 1971 endete die Produktion.

## Fahrzeuge
Das einzige Modell basierte auf der Plattform des Renault 8. Darauf wurde eine Coupé-Karosserie aus Fiberglas montiert. Ein Vierzylindermotor mit 1300 cm³ Hubraum und 48 PS im Heck trieb die Hinterräder an. Ab 1970 war auch der Motor vom Renault 12 erhältlich. Er leistete zwischen 60 PS und 105 PS.